# Rigoberto Sanchez
Rigoberto Jovany Sanchez (* 8. September 1994 in Chico, Kalifornien) ist ein US-amerikanischer American-Football-Spieler auf der Position des Punters. Nachdem er am College zunächst für das Butte College und anschließend für die University of Hawaiʻi at Mānoa spielte, läuft er seit 2017 in der NFL für die Indianapolis Colts auf.

## Frühe Jahre
Sanchez besuchte die Hamilton High School in Hamilton City und war sowohl im Fußball als auch im American Football sportlich aktiv. Dort übernahm er sowohl die Rolle des Punters als auch die des Kickers.

## College-Karriere
Zu Beginn seiner College-Karriere spielte Sanchez ab 2012 für das Butte College im kalifornischen Oroville, welches in der unterklassigen California Community College Athletic Association (CCCAA) antrat. In seiner Freshman-Saison kam er vor allem als Placekicker zum Einsatz, wobei er 11 von 19 Field Goals sowie 43 von 44 Points after Touchdown (PATs) verwandeln konnte. Hinzu kam ein Punt über 26 Yards.
In der folgenden Saison wurde er als Sophomore zusätzlich zum etatmäßigen Punter des Teams ernannt. Dabei war er bei 11 von 16 Field-Goal- sowie bei 76 von 77 PAT-Versuchen erfolgreich. Hinzu kamen 50 Punts über 1.926 Yards, was einem Durchschnitt von 38,5 Yards pro Punt entspricht.
Für das Butte College hält er bis heute verschiedene Kicking-Rekorde. So sind seine 11 Field Goals in einer Saison ein geteilter Bestwert der Hochschule; die 22 Treffer, welche er in seiner gesamten Zeit am Butte College verwandelte, sind ein alleiniger Höchstwert. Mit 76 PATs in einer Saison hält er einen weiteren schulinternen Bestwert, ebenso ist ein Field Goal, welches Sanchez aus 54 Yards verwandeln konnte, das weiteste Field Goal der Schulgeschichte.
Dank seiner Leistungen wurden auch größere Colleges auf ihn aufmerksam, weswegen er als Junior in der Saison 2015 als Transfer zur University of Hawaiʻi at Mānoa wechselte, welche in der Mountain West Conference spielen und somit Teil der NCAA Division I, der höchsten Spielklasse im College-Football, sind. In seiner Debütsaison für die Rainbow Warriors wurde er sowohl als Kicker, Punter und Kickoff Specialist eingesetzt. Hierbei puntete er 74 Mal für insgesamt 3.335 Yards, woraus sich ein Durchschnitt von 45,1 Yards ergibt. Als Kicker verwandelte er 23 von 24 möglichen Extrapunkten sowie acht von elf Field Goals. Für das Team verlief die Saison weniger gut, drei Siegen standen zehn Niederlagen gegenüber, wodurch man das zwölftschlechteste Team der gesamten NCAA Division I war.
In seinem letzten College-Jahr konnte Sanchez seine Leistung bestätigen. So traf er alle 13 Field Goals, zu denen er angetreten war, bei den Extrapunkten war er bei 49 von 50 Versuchen erfolgreich. Als Punter stand er bei 70 Versuchen auf dem Feld und erreichte mit insgesamt 3.122 Yards einen Durchschnitt von 44,6 Yards pro Punt. Sein Team erreichte am Ende der Regular Season eine Bilanz von sechs Siegen und sieben Niederlagen. Damit qualifizierte man sich für den Hawaii Bowl gegen die Middle Tennessee Blue Raiders, dieses Spiel konnte mit 52:35 gewonnen werden. Für seine Leistungen in der Saison wurde Sanchez als Kicker zum NFLPA Collegiate Bowl eingeladen.

## NFL
Sanchez war im NFL Draft 2017 verfügbar, wurde jedoch von keinem Team ausgewählt. Am 3. Mai 2017 wurde er von den Indianapolis Colts als Punter unter Vertrag genommen, nachdem Pat McAfee, der zuvor der Punter der Colts war, rund drei Monate vorher überraschend zurückgetreten war. Im Laufe der Saisonvorbereitung konnte sich Sanchez gegen den anderen Punter im Kader, Jeff Locke, durchsetzen und ging somit in seine erste NFL-Saison. Hierbei wurde er sowohl als Punter und Kickoff Specialist eingesetzt. Sanchez kam in allen 16 Spielen der Regular Season zum Einsatz und puntete bei 84 Versuchen für insgesamt 3.764 Yards, was einem Durchschnitt von 44,8 Yards pro Punt entspricht. Mit einer Bilanz von vier Siegen und zwölf Niederlagen verfehlten die Colts die Play-offs allerdings deutlich.
Die Saison 2018 verlief für die Colts unter dem neuen Head Coach Frank Reich sowie dem wiedergenesenen Quarterback Andrew Luck wesentlich besser. So wurde die Regular Season mit zehn Siegen und sechs Niederlagen beendet, was den Einzug in die Play-offs bedeutete. In der Wild Card Round setzten sich die Colts bei den Houston Texans mit 21:7 durch, die darauf folgende Divisional Round  ging jedoch mit 13:31 gegen die Kansas City Chiefs verloren. Sanchez selbst trat in der Regular Season zu 57 Punts an. Ein totaler Raumgewinn von 2.629 Yards bedeutete einen Durchschnitt von 46,1 Yards pro Punt.
Im Jahr 2019 puntete Sanchez bei 59 Versuchen für 2.619 Yards, was einen Durchschnitt von 44,4 Yards bedeutet. Die Colts konnten nach dem Rücktritt von Andrew Luck nicht an die vorherigen Leistungen anknüpfen und verpassten mit sieben Siegen und neun Niederlagen die Play-offs. Nach der Saison erhielt Sanchez eine Vertragsverlängerung, welche bis zum Ende der Saison 2023 ging und ihm bis zu 11,6 Millionen US-Dollar einbringen konnte.
2020 führte Sanchez 42 Punts für 1.940 Yards aus, dies entspricht einem Durchschnittswert von 46,2 Yards pro Punt. Erstmals in seiner Karriere verpasste er in Woche 13 und 14 jeweils ein NFL-Spiel. Grund für den Ausfall war die Entdeckung eines bösartigen Tumors, welcher operativ entfernt werden musste. Nachdem die Operation gut verlief und keine Metastasen festgestellt wurden, konnte Sanchez bereits nach zwei Spieltagen zurückkehren. Mit dem neuen Quarterback Philip Rivers wurden elf Siege und fünf Niederlagen und somit der Einzug in die Play-offs erreicht. Dort verloren die Colts jedoch bereits das erste Spiel gegen die Buffalo Bills mit 24:27.
Sanchez trat 2021 für 59 Punts an, 2.627 Yards bedeuteten einen Durchschnitt von 44,5 Yards pro Punt. In Woche 7 stellte er beim Spiel gegen die San Francisco 49ers mit einem Punt über 79 Yards eine persönliche Bestleistung auf und wurde anschließend als bester AFC-Special Teamer des Spieltags ausgezeichnet. Die Colts standen am Ende der Saison bei neun Siegen und acht Niederlagen, verpassten aber durch eine Niederlage gegen das Schlusslicht aus Jacksonville am letzten Spieltag den Einzug in die Play-offs.
In Vorbereitung auf die Saison 2022 zog sich Sanchez eine Achillessehnenruptur zu. Diese bedeutete das Saisonende für ihn, weswegen er von den Colts auf die Injured Reserve List gesetzt wurde.
Für die Saison 2023 wurde Sanchez wieder rechtzeitig gesund und konnte alle 17 Spiele der Regular Season absolvieren. Hierbei kam er auf 68 Punts für 3.281 Yards, der Saisondurchschnitt von 48,2 Yards pro Punt stellte einen persönlichen Bestwert dar. Zwar wiesen die Colts mit neun Siegen und acht Niederlagen eine positive Bilanz auf, der Einzug in die Play-offs blieb ihnen aber dennoch verwehrt, da das Team am letzten Spieltag im direkten Vergleich den Houston Texans unterlag.
Vor Beginn der Saison 2024 erhielt Sanchez einen Dreijahresvertrag von den Colts, welcher ihm insgesamt bis zu 7,5 Millionen US-Dollar einbringen kann. Er lief abermals in allen 17 regulären Saisonspielen auf  und konnte hierbei 68 Punts für insgesamt 3.382 Yards für sich verbuchen. Dies entspricht einem Durchschnitt von 49,7 Yards pro Punt, was über eine gesamte Saison eine persönliche Bestleistung für Sanchez war. Dennoch verpassten die Colts mit acht Siegen und neun Niederlagen den Einzug in die Play-offs.

## Privates
Seit Frühling 2019 ist Sanchez mit seiner Frau Cynthia verheiratet. Das Paar hat sich am Butte College kennengelernt, wo Cynthia Fußball spielte.
Während seiner Studienzeit konnte er einen Abschluss in Soziologie erlangen.